# Alfred Woltz
Alfred Woltz (* 7. April 1861 in Stuttgart; † 1935) war ein deutscher Architekt. Von Ende der 1880er bis in die 1930er Jahre gehörte er der Architektensozietät Bihl & Woltz in Stuttgart an.

## Leben
Alfred Woltz, der damals in Michelbach an der Lücke (Oberamt Gerabronn) lebte, bestand im Oktober 1889 die zweite Staatsprüfung im Hochbaufach und wurde zum Regierungsbaumeister (Assessor im öffentlichen Bauwesen) ernannt. Er war als Architekt hauptsächlich in seiner Heimatstadt Stuttgart und in ganz Württemberg tätig. Im Jahr 1905 verlieh der König des damaligen Königreichs Württemberg, Wilhelm II., Woltz den Ehrentitel Baurat.

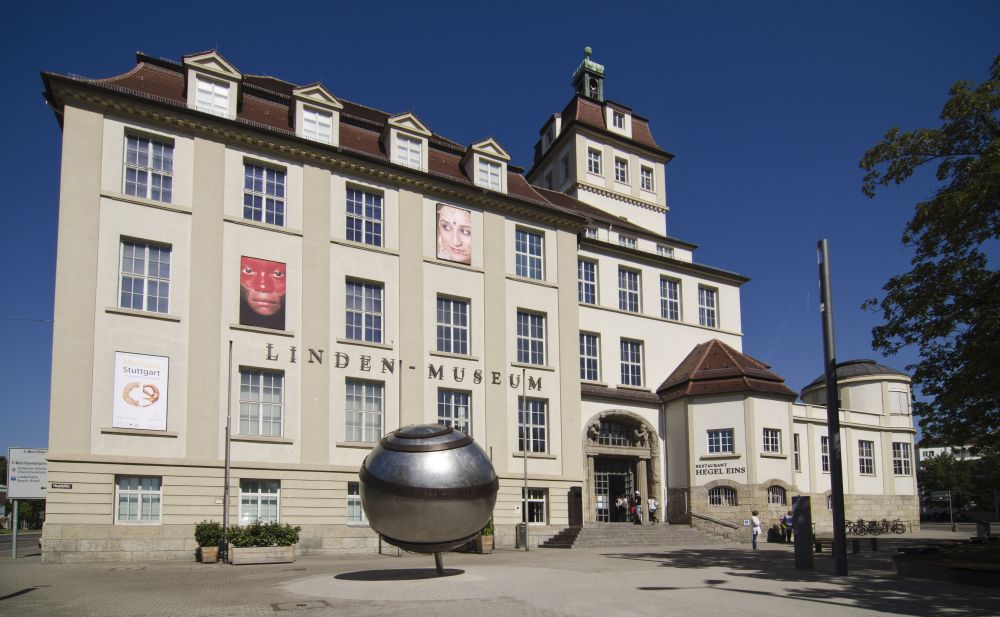
Linden-Museum in Stuttgart

1891 gründete er gemeinsam mit dem Architekten Georg Friedrich Bihl die Architektensozietät Bihl & Woltz, die bis in die 1930er Jahre tätig war.
Alfred Woltz verstarb 1935, im gleichen Jahr wie sein Partner Bihl.

## Bauten
→ Bauten-Liste im Artikel Bihl & Woltz